# Protrellina gurri
Protrellina gurri är en rundmaskart som beskrevs av Dale 1966. Protrellina gurri ingår i släktet Protrellina och familjen Thelastomatidae. Inga underarter finns listade i Catalogue of Life.